# 沪青平公路
沪青平公路是上海经过青浦到吴江平望的公路，是318国道（到西藏樟木）上海到吴江一段。
这条公路自上海市区人民广场至江苏省吴江县平望镇。全长84公里，是上海市通往苏、浙、皖三省的主要干线之一。路基宽12米左右，路面宽7米，全线桥梁53座，桥梁总长1617.56米。从民国21年(1932年)起，至1965年分四次筑成。
因解放前该公路只从上海至青浦，故习惯上也称青沪公路。老青沪公路虹桥机场新村—虹桥路段是闵行区、长宁区的边界线。

## 历史
民国21年(1932年)，青浦县计划修筑上海至朱家角的沪朱公路，因财力不足，改筑青浦至上海虹桥的青沪路。民国25年筑成通车，为县内第一条公路。
翌年，抗日战争爆发。为防止日军西进，民国27年（1938年）8月20日，共产党游击队发动了“火烧青沪路桥”战役，桥梁有十一座被毁。由于战争因素，另有部分路基被毁，公路未能使用。中华人民共和国成立后，人民政府首先修复青沪公路，后延伸至朱家角、淀峰和江苏平望镇。
与上海其他的公路一样，沪青平公路修筑的早年，是在水乡田埂土路的基础上连接起来的。沪青平公路上有许多座桥，从程家桥的新泾港桥开始编号命名，直至青浦的西横头。
1987年青浦镇至徐泾段拓宽为四车道。1990年代上海市大规模修整沪青平公路，其成为标准化的水泥马路。
沪青平高速公路位于沪青平公路的南侧，大致与其平行。

## 主要交汇道路（东向西）
- 虹桥路、延安西路、迎宾三路接环绿路（ 外环高速、虹桥枢纽）
- 外环高速、 沪渝高速/延安高架路、延安西路（外环沪青平立交桥）
- 七莘路（虹渝高架路）
- 华翔路/中春路
- 诸光路
- 蟠龙路/高泾路
- 沈海高速
- 嘉松中路（ 224省道）
- 赵重公路/佘北公路
- 崧华路/崧华南路
- 外青松公路
- 漕盈路
- 珠溪路/朱枫公路（ 225省道）
- 沪渝高速（金泽出口）

## 未来发展

### 漕盈路-嘉松中路
未来，沪青平公路位于漕盈路-嘉松中路间合计约6.5公里的多个路段将进行调整，局部展宽走向并拓宽为双向六车道的城镇主干路。

### 水乡客厅段
为避让上海、江苏、浙江三省交界处正在修建的方厅水院，G318省界附近路段将进行调整。由于跨沪、苏省界，该工程被拆分为上海、江苏两段，由两地分别公示，分别组织。其中，上海段长582.450米，江苏段长844.198米。